# István Somodi
István Somodi (Cluj-Napoca, 22 agosto 1885 – Cluj-Napoca, 8 giugno 1963) è stato un altista e lunghista ungherese.
Prese parte a due edizioni dei Giochi olimpici: ad Atene 1906 si posizionò ottavo nel salto in lungo e sesto nel salto in lungo da fermo, mentre a Londra 1908 conquistò la medaglia d'argento nel salto in alto con la misura di 1,88 m, a pari merito con il britannico Con Leahy e il francese Géo André.

## Palmarès
| Anno | Manifestazione  | Sede   | Evento                  | Risultato | Prestazione | Note                          |
| ---- | --------------- | ------ | ----------------------- | --------- | ----------- | ----------------------------- |
| 1906 | Giochi olimpici | Atene  | Salto in alto           | n/d       | n/d         |                               |
| 1906 | Giochi olimpici | Atene  | Salto in lungo          | 8º        | 6,045 m     |                               |
| 1906 | Giochi olimpici | Atene  | Salto in lungo da fermo | 6º        | 2,860 m     |                               |
| 1908 | Giochi olimpici | Londra | Salto in alto           | Argento   | 1,88 m      | Miglior prestazione personale |